# Putbus
Putbus é uma cidade da Alemanha localizada no distrito de Vorpommern-Rügen, estado de Mecklemburgo-Pomerânia Ocidental.